# 武汉新田
武汉新田保健品有限公司，是一家注册于中国湖北武汉市的传销公司，已于2004年4月20日被武汉市工商行政管理局注销。
武汉新田原为台湾兴田在中国大陆地区设立的三大代理之一，1998年中国大陆禁止传销之后，新田并未实际停止运作，被国家工商行政管理总局认定为“非法传销”。2002年，工商总局发布发出特别警示，要求各地群众警惕武汉新田传销活动。其后武汉新田因涉嫌走私而宣布破产，但各支分支仍打着“武汉新田”旗号进行传销活动。有鉴于此，武汉市工商局于2004年正式注销了武汉新田。时至今日，武汉新田及其派生出的各种传销组织在中国大陆各省市仍有活动。
武汉新田的操作手法主要为异地邀约和五级三阶制，现在各组织传销产品主要是紫苏油、化妆品等，参与者并不关心实际产品，入门者一般需交纳2800元至3900元不等入门费。

## 派生组织
- 爱博美娜
- 伊康国际
- 香港顺立
- 美丽佳人
- 本溪中绿
- 贵州红跃